# Kotešová
Kotešová (deutsch: Koteschau) ist eine Gemeinde im Nordwesten der Slowakei mit 2330 Einwohnern (Stand 31. Dezember 2024), die zum Okres Bytča, einem Teil des Žilinský kraj gehört.

## Geographie
Die Gemeinde befindet sich im Talkessel Bytčianska kotlina am Fuße der Javorníky, bei der Mündung des Baches Rovnianka in die Waag. Der Ort wird zusätzlich vom Kanal Hričovský kanál getrennt. Das Ortszentrum liegt auf einer Höhe von 330 m n.m. und ist vier Kilometer von Bytča entfernt.
Verwaltungstechnisch gliedert sich die Gemeinde in die Gemeindeteile Buková, Kotešová und Oblazov.

## Geschichte
Die heutige Gemeinde entstand 1944 durch Zusammenschluss von Veľká Kotešová (ungarisch Trencsénkutas) und Zemianska Kotešová (ungarisch Nemeskutas), zu dessen bereits 1888 bzw. 1907 die Orte Malá Kotešová und Oblazov kamen.
Der Ort Veľká Kotešová wurde zum ersten Mal 1234 schriftlich erwähnt.

## Bevölkerung
| Jahr                | 1994 | 2004    | 2014    | 2024     |
| ------------------- | ---- | ------- | ------- | -------- |
| Anzahl der Personen | 1769 | 1895    | 1974    | 2330     |
| Unterschied         |      | +7,12 % | +4,16 % | +18,03 % |

| Jahr                | 2023 | 2024    |
| ------------------- | ---- | ------- |
| Anzahl der Personen | 2298 | 2330    |
| Unterschied         |      | +1,39 % |

Ergebnisse der Volkszählung 2001 (1842 Einwohner):
| Nach Ethnie: - 99,13 % Slowaken - 0,43 % Tschechen | Nach Konfession: - 90,17 % römisch-katholisch - 7,55 % keine Angabe - 1,52 % konfessionslos |

## Bauwerke

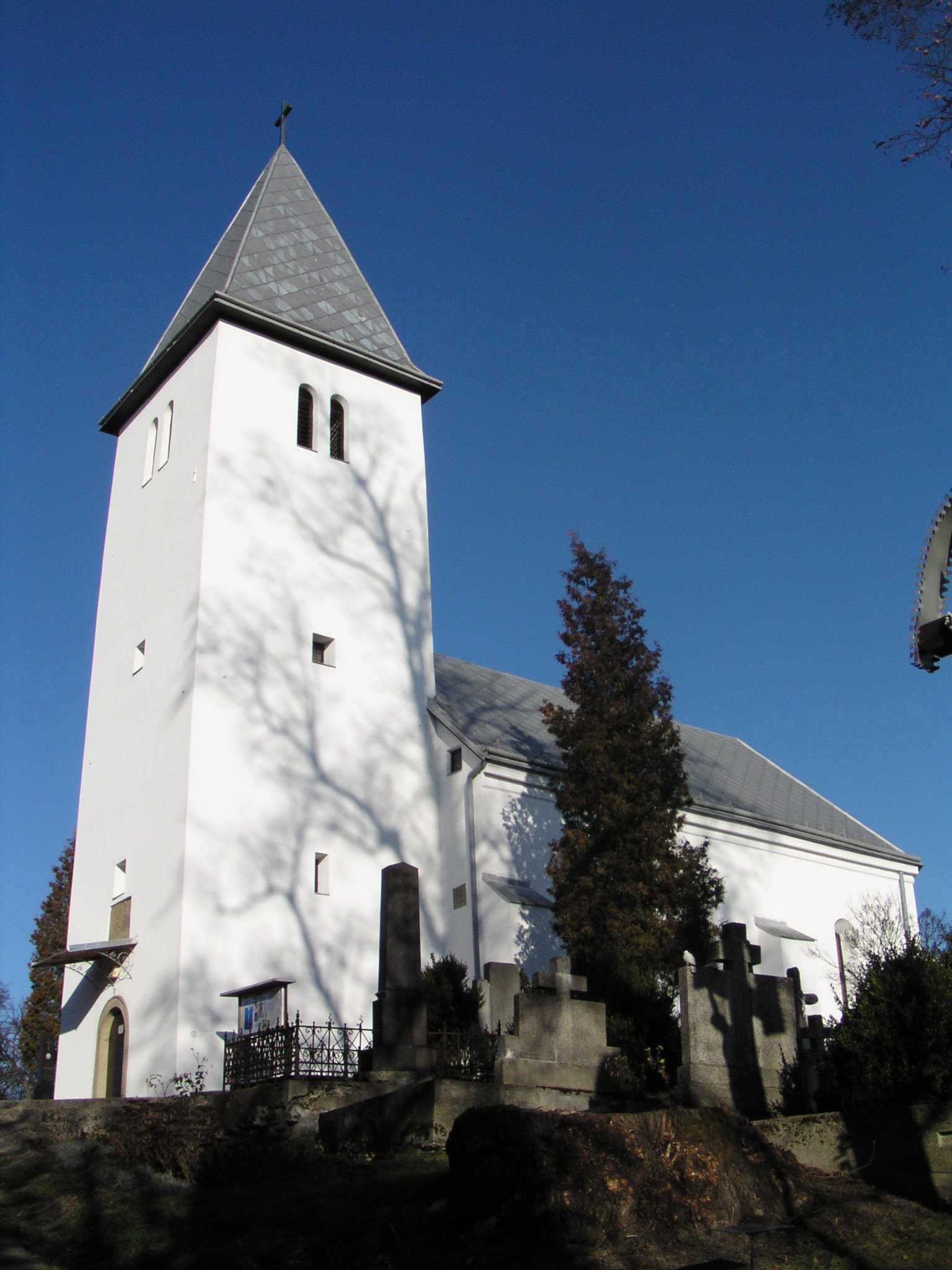
Katholische Kirche in Kotešová

- römisch-katholische Kirche Jungfrau Maria aus dem Anfang des 17. Jahrhunderts
- Landsitz, ursprünglich gotisch, im 16. Jahrhundert im Renaissance-Stil umgebaut
- ehemaliges Renaissance-Landschloss von 1578, in den 1980er Jahren abgerissen